# Birgorima pulchripicta
Birgorima pulchripicta là một loài bướm đêm thuộc phân họ Arctiinae, họ Erebidae.